# Borofen
Borofen – krystaliczna dwuwymiarowa monowarstwowa odmiana alotropowa boru przewidziana teoretycznie w latach 90' i otrzymana eksperymentalnie w roku 2015.
Pierwsze warstwy borofenu zostały otrzymane z użyciem chemicznego osadzania z fazy gazowej (ang chemical vapor deposition, CVD) na podłożu miedzi oraz z użyciem epitaksji z wiązki molekularnej (ang. molecular beam epitaxy, MBE) na podłożu srebra. Produkcja dwuwymiarowego boru jest obecnie procedurą standardową.